# Лейсі Наймаєр
Лейсі Наймаєр  (англ. Lacey Nymeyer, 29 жовтня 1985) — американська плавчиня, олімпійська медалістка.

## Виступи на Олімпіадах
| Олімпіада  | Дисципліна                            | Місце |
| ---------- | ------------------------------------- | ----- |
| Пекін 2008 | плавання на 100 метрів вільним стилем | 12    |
| Пекін 2008 | естафета 4 × 100 вільним стилем       | 2     |